# طفولة مبكرة
الطفولة المبكرة. هي مرحلة من مراحل النمو البشري. وتتضمن عموما بداية المشي والفترة اللاحقة. وعمر اللعب وهو مسمى غير محدد ضمن نطاق مرحلة الطفولة المبكرة.
وهذه المرحلة تمتد من عمر السنتين إلى الـسادسة إذ تـستقبل دور الحـضانة ورياض الأطفال. ويمثل الأطفال في هذه المرحلة أكثر مـن 15% ويكـون نمـو الشخصية في هذه المرحلة سريعاً 
أهم مظاهر النمو في هذه المرحلة:
- يتمكن الطفل في السنة الثانية من المشي والجري والسيطرة على حركة المعدة.
- في السنة الثالثة يعبر الطفل عن نفسه بجمل مفيدة ويفهم بيئته ويستجيب لمطالـب الكبار.
- في السنة الرابعة يكثر الطفل من الأسئلة، ويبدأ في الاعتماد على نفسه.
- في السنة الخامسة يهتم بلباسه وتزداد الثقة بنفسه ويـصبح مواطناً صغيراً.
- السنة السادسة بدء نمو الشخصية والتكوين الذاتي

## الأهمية
تعتبر مرحلة الطفولة المبكرة من المراحل المهمة في حياة الإنسان والتي بدأها بالاعتمادية الكاملة على الغير ثم هو يترقى في النمو نحو الاستقلال والاعتماد على الذات، ففي مرحلة الطفولة المبكـرة يقـل اعتماد الطفل على الكبار ويزداد اعتماده على نفسه وذاته ويتم فيها الانتقال من بيئة المنزل إلى بيئة الحضانة ورياض الأطفال حيث يبدأ في التفاعل مع البيئة الخارجية والمحيطة به، مما يمكنه من التعامل بوضوح مع بيئته مقارنة بمرحلة المهد. وفي هذه المرحلة تبدأ عملية التنشئة الاجتماعية وإكساب القـيم والاتجاهـات، والعادات الاجتماعية ويتعلم فيها التمييز بين الصواب والخطأ وإن كان لا يفهم لماذا هو صواب أو خطأ. لقد اهتم العلماء بهذه الفترة وصرفوا جزء كبيراً من أبحاثهم لدراسة هذه المرحلة يقول يقول (عبد الرحمن، 1998م). كل المنظرين (علماء النفس) تقريباً قد اجمعوا على أهمية مرحلة الطفولة المبكرة وأنهـا في غاية الأهمية فمدرسة التحليل النفسي مثلا: ركزت على هذه المرحلة تركيزاً بالغاً ففرويد مثلا يـرى أن شخصية الفرد تتكون خلال الخمس سنوات الأولى والتي تشكل مرحلة الطفولة المبكرة منها ثلاث سـنوات يعتبرها من مراحل النمو الحرجة التي تشكل خبرات الطفولة فيها شخصية الفرد كذلك اهتمت أنا فرويد بهذه المرحلة غير أنها قالت بأن خبرات الطفولة تعتبر مشكلات حاضرة بالنسبة للأطفال (الغامدي،2000م) كذلك هورني وفروم وسوليفان وأريكسون أشاروا إلى أهمية الطفولة المبكرة.

## مراحل النمو

### النمو الجسمي والحركي
تتميز هذه المرحلة بزيادة الوزن بالنسبة للذكور والإناث، حيث يبلغ وزن الطفل فـي نهايـة هـذه المرحلة سبعة أمثال وزنه عند الولادة. غير أن الذكور أكثر تفوقاً من الإناث في هذه الزيادة، وتنتج هذه الزيادة نتيجة نمو العضلات وبخاصة العضلات الكبيرة التي تساهم في تيسير حركة الطفل وتسهيل القيـام بـبعض الأنشطة التي لا تحتاج إلى دقة وتركيز. وبالنسبة للعظام فتزداد في النمو، محولة شكل الطفل الرضيع إلى شكل الطفل الصغير، كما أن استمرار النمو في منطقة الجذع والأطراف تعطي الطفل مظهر أكثر خطيـة وأقـل استدارة. زيادة طول العظام تظهر في زيادة طول الطفل في هذه المرحلة حيث يصل إلى ضعفي طوله فـي نهاية هذه المرحلة عن طوله عند الميلاد. كما يشير إلى ذلك (أبو حطب، 1999م) ويتفوق الذكور على الإناث في الطول في نهاية هذه المرحلة، حيث نجد أن قامة الطفـل أقـرب إلـى نـسبة قامـة الراشـد يقـول (الهنداوي،2002م)  ”إن قامة الطفل في سن الخامسة تعتبر أساساً لا بأس به للتنبؤ بطول قامته عند النضج، إذ تصل قيمة معامل الارتباط بين طول القامة في سن الخامسة وطولها في سن الرشد حوالي (0,70) " أي أن صورة الجسم لدى الطفل تظهر بوضوح، ويكتمل في هذه المرحلة نمو الأسنان المؤقتة مما يمكن الطفل من تناول الطعام، وفي نهاية هذه المرحلة تبدأ الأسنان المؤقتة (اللبنية) بالسقوط إذ اناً ببدايـة ظهـور الأسـنان الدائمة، وينبغي على الوالدين تعليم الأطفال على بعض السلوكيات الجيدة المساعدة عن الاهتمـام بالأسـنان والحفاظ عليها من التسوس.
يستمر الجهاز العصبي في النمو في هذه المرحلة ويتفوق نموه على سائر الأجهزة عند الطفل. يقول (أبو حطب،1999م) «وقد يكون الجهاز العصبي هو أكثر أجهزة جسم الطفل استمراراً فـي النمـو فـي هـذه المرحلة، فمع بلوغ الطفل سن الثالثة يصل وزن مخه إلى حوالي 75 %من وزن مخ الراشد ويصل إلى 90 %من وزنه الكامل في العام السادس».
وهذا يعني أن تقدم سن الطفل يؤدي إلى زيادة نضج الجهاز العـصبي والذي يعمل وبشكل متسق مع الجهاز العضلي ليشكلا تآزر حركي، كما أن نهاية مرحلة الطفولة المبكرة تتميز بتقارب الانتهاء من تكوين الدماغ للطفل من الناحية البنائية. حيث يستطيع طفل الثالثة الجري بسلاسة والقفز كما يمكنه هذا التآزر من التحكم في حركته، فيسرع ويبطئ ويستدير ويقف فجأة بدون صعوبة، ويستطيع طفل الثالثة غسل يديه وتجفيفها والأكل بالمعلقة بنفسه، كما يستجيب الطفل لتوجيهات والديه والخاصـة بقـضاء الحاجة حيث أنه مهيئ فسيولوجياً في هذه الفترة لضبط عملية الإخراج والتحكم فيها.
في سن الخامسة يستطيع الطفل السيطرة نوعاً ما على العضلات الدقيقة إلى حد ما حيث يتمكن من مـسك القلـم والمقـص. يقـول (المفدى،1423ه): «من الناحية الفسيولوجية فإن الأطفال بوصولهم لسن الخامسة يكونوا قد تـوافر لـديهم الاستعداد لتعلم المهارات الحركية الدقيقة كمسك القلم والمقص، ولكن هذا لا يعني استعدادهم للكتابة».
ولذلك نجد أن طفل الخامسة يستطيع أن يرسم خطوطاً مستقيمة في كل الاتجاهات. ويحب أطفال الخامسة في العادة ممارسة الجري ولكن ليس لذات الجري ولكن لهدف وهو جعل الجري وسيلة لسبق أقرانه وفي بعض الأحيان من يكبرونهم. ويتميز النمو الحركي للطفل في هذه المرحلة أيضاً بالتوجه نحو النضوج أكثر من ذي قبل، والقدرة عـل تحريك الطرف الحسي المناسب لتحقيق عمل أو فعل معين، وهذا يدل على زيادة النضج لدى الطفل.

### النمو العقلي المعرفي
يعتبر طفل مرحلة الطفولة المبكرة في المرحلة ما قبل العمليات (أي ما قبل العمليـات المنطقيـة) والتي يعرفها بياجيه على أنها: ”عدم قدرة الطفل على الدخول في عمليات ذهنية أساسية معينة، لعـدم تـوفر المنطق اللازم لذلك ”(قطامي،2000م) وعلى ذلك فإن الطفل في هذه المرحلة يتسم في تفكيـره بالبـساطة والسذاجة، وذو بعد واحد، فهو لا يستطيع تركيز انتباهه على أكثر من جانب واحد فقط من الشيء المعروض أمامه، ولهذه الخاصية أثر في كثير من العمليات المعرفية وسيأتي ذكرها فيما بعد. ويقسم بياجيه مرحلة ما قبل العمليات إلى قسمين:
- أولاً: مرحلة ما قبل المفاهيم:

تمتد هذه المرحلة من (4-2)سنوات، حيث يحدث توازن بين عمليتي التمثيل (إذا اتفقت الخبرة التي يواجها الطفل مع ما يوجد لديه من خبرات سميت تمثيلاً) والمواءمة (أن يغير الطفل ما لديه من خبرات وبنى معرفية لكي تتناسب مع الواقع بطريقة أحسن) فيصبح للشيء معنى ويكون التفكير في هذه المرحلة من النوع التحولي أي من الخاص إلى الخاص. يقول (أبو حطب، 1999م) ”التفكير التحولي من الخاص إلى الخاص نوع من التفكير باستخدام قياس التماثل من نوع (أ) يشبه (ب) في أحد الجوانب، إذن (أ) يجب أن يشبه (ب) في النواحي الأخرى، وبالطبع فقد يؤدي الاستدلال التحولي إلى نتائج صحيحة أحياناً، غير أنـه فـي معظـم الأحيان ليس كذلك ".
كما يتميز تفكير الطفل بالمفاهيم المتمركزة حول ذاته، ولـذلك فالطفـل لا يتـصور أن الآخرين يفكرون بخلاف وجهة نظره وتصوره للشيء. فالطفل يتمركز حول فكرته ونظرته للأشـياء، وهناك تجربة مشهورة لبياجيه اسمها الجبال الثلاثة أو المخاريط الثلاثة حيث يجلس الطفل على أحد الكراسي أمـام الطاولة، وأمامه ثلاثة أشكال مخروطية تمثل الجبال، وتجلس لعبه على كرسي أمام الجبال، ويطلب من الطفل أن يختار أو يرسم ما تراه اللعبة من منظر للجبال.
وهنا يصف أو يرسم الطفل ما يراه هو على أنه هو نفسه ما تراه اللعبة ". وهناك مثال آخر يذكره (أبو حطب،1999م) ”عندما يغمض الطفل عينيه ثم يقول لوالديـه إنكما لا ترياني ”من خلال المثالين السابقين نجد أن الطفل لا يستطيع ولا يتقبل أن يميز منظوره الشخـصي عن منظور الآخرين، ولذلك يظن أن الآخرين يدركون عالمه بنفس إدراكه هو لهذا العالم، أي أن تفكيره هـو التفكير الأناني كما يسميه (حقي،1996م) ولكن مع تقـدم العمـر يقـل التمركـز حـول الذات.
- ثانياً: مرحلة التفكير الحدسي:

سميت الحدسي لأن الطفل مازال متمركز حول حواسه، فالطفل يحس بالحل اعتماداً على ما تزوده به حواسه. (غاردنر،2002م) وتستمر هذه المرحلة المعرفية من سن (4-7)سنوات فيتطـور تفكيـر الطفـل ويتحسن، ويصبح أكثر تحرراً من ذاته، فيدرك الأشياء إدراكاً يتوافق مع ما يـراه هـو مـن جانـب واحـد فقط، فالطفل يستطيع كما رأينا في الجدول السابق التخلص من المركزية حول الذات مع تقدم السن فيستطيع أن يعطي الجوانب الصحيحة للشيء الذي يراه. ولذلك فتفكيره يعتمد على ما يحسه ويراه إنه هو الصحيح وليس اعتماداً على الأفكار المنطقية. كما تظهر قدرة الطفل على التفسير لما يقوم بأدائه وإن كان هذا التفسير غيـر منطقي فمع تقدم العمر للطفل يصبح الطفل قادر على التفسير كما نلاحظ من النسب الموجودة في الجـدول السابق.
يذكر (قطامي،2000م) مميزات هذه المرحلة بما يلي:
1. يستخدم الأطفال انطباعاتهم الحسية بدرجة أكبر من استخدامهم للمنطق.
2. لا يزال الأطفال يمارسون التفكير التحولي.
3. لا يستطيع الأطفال القيام بعمليات ذهنية حقيقية رغم أنهم يتعاملون مع أشياء واقعية.
4. مازالت انطباعاتهم وإدراكاتهم الحسية تقيد تفكيرهم.

### النمو النفس اجتماعي
اهتمت مدرسة التحليل النفسي بصفة عامة بمرحلة الطفولة المبكرة والخبرات المؤلمة المكتسبة فيها، حيث يتم كبت الخبرات المؤلمة بواسطة ميكنزم الكبت وترحل هذه الخبرات إلى اللاشـعور واهـتم فرويـد بالفترة من (3-5 سنوات) وعرفها بالمرحلة الأدبية (القضيبية) فمصدر اللذة عند الطفل في هـذه المرحلـة يكمن في أعضائه التناسلية والجسم بشكل عام، كما تظهر في هذه المرحلة عقدة أوديب والكترا إذا لـم يـتم التوحد السوي مع جنس الوالد، حيث يبدأ الطفل في نهاية المرحلة التوحد مع الوالد من نفس الجنس لحل هذه العقدة، مما يشير إلى نمو الأنا العليا.
عند ذلك يقول (الغامدي،2002م) ”يـتم تركيـب وتكـوين المحتويـات اللاشعورية ” فالوضع الطبيعي أن يتوحد الطفل الذكر مع والده وأن تتوحد البنت مع أمها . إذا لم يتم التوحـد بشكل سوي فقد يحصل لهذا الطفل اضطرابات نفسية في الكبر، يقول (الريماوي،1998م): ”وحيث أن التوحد يتوقع له أن يتم في هذه المرحلة من مراحل النمو فإن جذور القلق العصابي لدى الكبار تعود في رأي فرويد إلى التوحد غير السوي في هذه المرحلة (عقدة أوديب والكترا).
وقد دعمت هذه الفكرة الفرودية نتائج بعـض البحوث والدراسات الحالة ومنها دراسة ولرستين وكيلي (1982م) والتي تناولت عينات كبيرة مـن أطفـال أعمارهم ما بين ثلاث سنوات وست سنوات، انفصل آباؤهم فوجد أن رد فعل غالبية هـؤلاء الأطفـال نحـو أسرهم هو تأنيب الذات ”وهذه المرحلة من أعقد مراحل النمو عند فرويد وأكثرها إثارة للجدل ولذلك فعقـدة أوديب والكترا لهما أثرهما على حياة الراشد كما بينا سابقاً .

### الجانب النفسي والانفعالي
تتسم هذه المرحلة بالانفعالات والتي تتسم بالحدة والشيوع، حيث تعرف بمرحلة عدم التوازن، حيـث يكون الطفل سهل الاستثارة، ويصدق هذا الوصف خاصة على الفترة من (5.2 - 5.3) سـنة و (5.5 - 5.6) سنة . (أبو حطب، 1999م) وينشأ في هذه الفترة عند الطفل مفهوم ذاته وكـذلك الإحـساس بالـذات وإدراكها .
- أولاً: نشأة مفهوم الذات:

يعتبر مفهوم الذات من أهم جوانب الشخصية، فتجد الفرد يحمل فكرة إيجابية أو سلبية عن ذاته، مما ينعكس على تقديره أو عدم تقديره لهذه الذات، وتكمن أهمية مفهوم الذات في أن الفرد يتصرف في الغالـب وفقاً لهذا المفهوم وليس لقدراته الواقعية .
لقد بينت الدراسات والأبحاث أن الأطفال ذوي العامان يكون لديهم شيء من مفهوم الذات مقتصر علـى الجانب الحسي كأن يرى نفسه جميلاً أو قبيحاً أو أن أخاه أجمل منه أو عكس ذلك، ولكن كيف ينشئ مفهـوم الذات . يقول (المفدى،1423ه) أن المرأة الاجتماعية لها أثرها في تنمية مفهوم الذات حيث يرى الفرد نفسه ويتعرف عليها من خلال انطباعات الناس عنه، وما يقولونه عنه". ويلحظ المربي على الطفل أنه بعـد تمـام العامين الأوليين، إلا ويبدأ في سلوك أساليب يهدف من ورائها إلى تأكيد ذاته كالإصرار على الرأي، والميل لممارسة الاختيار، والتصرف الذاتي (المبادرة) ولكن الطفل في هذه المرحلة يعمم مفهوم الذات فلو قيل له أنت سيئ وثبت ذلك عن ذاته فسوف يعمم ذلك على جميع المواقف، ولكن مع زيادة العمر يبدأ يخصص مفهومه لذاته حسب الموقف الذي يكون فيه.
- ثانياً: إدراك الذات:

في مرحلة الطفولة المبكرة يشعر الطفل بذاته أكثر ويعرف وظائف أعضائه، فيدرك جنـسه وأنـه مغاير للجنس الآخر، وتساهم عملية التوحد التي أشار إليها فرويد مع نفس الجنس أي الطفل الذكر يتوحد مع والده، والبنت مع أمها في إدراك الطفل لجنسه، بحيث يتعمق دور والده في نفس الجنس في ذاته. ولذلك فمـن الأهمية تلازم الطفل مع والده في نفس الجنس حتى يتمكن من تقمـص دوره .
يقـول (منـصور، 1998م): ” والأطفال الذين لم تتح لهم فرصة التوحد مع الأب غالباً كانت خصائص الذكورة لديهم أقل وضـوحاً مـن الأولاد الذين كان آباؤهم متواجدين معهم بشلك مستمر ". أي أن الإدراك الجنسي يتم اكتسابه بشكل أكبر من خلال تقمص دور الأب للولد الذكر والأم للبنت .
إن إدراك الطفل لجنسه ليس نتيجة التوحد فقط، بل يلعب التعزيز دوراً كبيراً في هذا الاتجاه، حيث يشجع الوالدين أطفالهم على تقمص دور الجنس المناسب له، فدور الآباء مكمل للتوحد بحيث يساعدون بشكل مباشر في تشكيل السلوك في اتجاه الدور الجنسي النمطي للطفل . وبذلك تنمو الهوية الجنسية عند الطفل في نهايـة مرحلة الطفولة المبكرة .
ويعرف (المفدى،1423ه) الهوية الجنسية: ”هي اعتزاز الطفل وافتخـاره بجنـسه بعدما يدرك نفسه إدراكاً كاملاً، فنجد أن الولد يتفاخر بأنه ولد ويشعر بالغضب عندما يوهم بأنه بنـت، ممـا يلاحظ في الحياة اليومية نتيجة ظهور هذه الهوية ما يسمى بالفصل الذاتي، حيث ينفصل الأولاد عن البنات في اللعب ويشكل كل منهم مجموعة لنفسه من ذوات أنفسهم ".
وأبرز انفعالات الأطفال في مرحلة الطفولة المبكرة ما يلي:
1. الخـوف : يعتبر الخوف أحد الانفعالات الأولية والذي يساعد الإنسان على البقاء، فخوف الطفل مـن مـصدر معين يؤدي إلى إحساسه بفقدان الأمن مما يولد سلوكاً لمواجهة الموقف المخيف يتمثل في الهروب بعيداً عن مصدر الخوف مع ظهور بعض التغيرات الفسيولوجية كتسارع نبضات القلب، وسـرعة التنفس، وشـخوص العين، وارتعاش الأطراف، ويقلد الأطفال في العادة الكبار في مخاوفهم، وبالذات الأم كونهم أكثر التصاقاً بها. والخوف جيد ما لم يزداد حتى يصبح معيقاً لنمو الطفل.
2. الغضب: الأطفال في هذه المرحلة سريعو الغضب، متقلبو المزاج، فهم يغضبون لأتفه الأسباب وسرعان مـا يرضون . ويعتبر الغضب انفعال صحي يؤدي الطفل من خلاله دوراً هاماً لنمو الذات، حيث يعتبر الغضب أحد أساليب إثبات الذات، ولكن من المهم عدم السماح للطفل بأخذ ما يريد من خلال ثورات الغضب وإلا فـسوف يعمد الوالدان عند ذلك إلى توسيع حاجات الطفل، مما يعني مكافأة الطفل على ثوراته الغضبية
3. الغيـرة: وهي عبارة عن شعور الطفل بخطر يهدد مكانته العاطفية لدى من يحـب كالوالـدين، ويبرز هـذا الشعور بعنف مع قدوم طفل جديد، سواء من والدته أو طفل زائر ونحو ذلك، وتظهر الغيـرة فـي سـلوك عدواني ضد من يهدد مكانة الطفل، وعلى الوالدين مراعاة مشاعر الطفل وعدم مواجهة سلوكه العدواني الناتج عن الغيرة بعقاب أو بشدة ، فإن فعلوا ذلك فقد يتعرض الطفل للنكوص فيمص أصابعه أو يتبول على نفـسه، أو يصاب بأمراض نفس جسمية كالقيء والحزن الشديد ونحو ذلك . يقول (الزعبي،2001م):[13] «فإذا عوقـب الطفل بشدة على ذلك السلوك العدواني ، فقد تتخذ الغيرة عنده مظهراً آخر مثل النكوص كمص الأصـابع ، أو أمراض سيكوسوماتية ، كالقيء والعزوف عن الطعام والخوف الشديد».

## الخصائص
للطفل خصائص ينبغي تقبلها وترشيدها وتهذيبها، هذه الخصائص مشتركة في البنت والولد وفي الأطفال عامة على اختلاف درجاتها، وهي تدل على أن هذا الطفل سوي وطبيعي :
1. كثرة الحركة وعدم الاستقرار: فالحركة الكثيرة للطفل والتنقل من مكان إلى آخر، واللعب الدائم وعدم الاستقرار، والصعود والنزول وغير ذلك يزيد من ذكاء الطفل وخبرته بعد أن يكبر . قال رسول الله صلى الله عليه وسلم :«عراقة الصبي في صغره زيادة في عقله في كبره» رواه الترمذي.
2. شدة التقليد : فالطفل يقلد الكبير خاصة الوالدين في الحسن والقبيح، فالأب يصلي فيحاول الطفل تقليده، وقد يكون مدخنا فيحاول تقليده، والأم تسلم على أقربائها فيحاول تقليدها.
3. العناد: فلا نعجب من عناد الطفل ونتهمه بتعمد ذلك مع أبويه، بل نشجعه ونحفزه على فعل النقيض ونذكر له من القصص والحكايات التي تنفر من العناد، كتشبيه المعاند بالشيطان الذي عاند الله ولم يطع أوامره فغضب لله عليه وأدخله النار.
4. عدم التمييز بين الصواب والخطأ : فقد يشعل عود كبريت فتحرقه النار، وقد يضع يده في الماء الساخن وهو لا يعرف ضرره، فلا يحاسب الطفل بالضرب كالكبير المدرك لأن عقله لم ينضج بعد، والصواب أن نبعده عما يضره .
5. كثرة الأسئلة : فهو يسأل عن أي شيء وفي أي وقت وبأي كيفية ؟ ومنها الأسئلة التي يريد منها المعرفة كسؤاله : أين الله ؟ ومنها الأسئلة التي يريد منها إحراج الأبوين وكسؤاله لما أنت سمين يا بابا ؟ ومنها الأسئلة التي تدل على قلقه وخوفه فيقول : هل ستموت يا بابا ؟ وغير ذلك من الأسئلة .
6. ذاكرة حادة آلية : فالطفل ذاكرته مازالت نقية بيضاء لم تدنسها الهموم والمشاكل ، فهو – لذلك – يحفظ كثيراً وبلا فهم ، وهذا معنى الآلية ، أي أن يحفظ بلا وعي وبلا إدراك ، وتستغل هذه الحدة والآلية في الذاكرة في : حفظ القرآن الكريم والحديث الشريف والأدعية والأذكار والأناشيد وفي المذاكرة ، ويصعب نسيان ما يحفظه في هذه السن .
7. حب التشجيع : وهو عامل مشترك – تقريباً – في كل الخصائص ونحتاج إلية عند العناد وعند عدم التمييز بين الصواب والخطأ وعند كثرة الحركة وعدم الاستقرار ، وعلينا أن ننوع التشجيع من مادي إلى معنوي ، وذلك حتى لا يتعود الطفل على شيء معين .
8. حب اللعب والمرح : وهذا ليس عيباً بل إن اللعب قد يكون وسيلة لاكتساب المهارات وتجميع الخبرات وتنمية الذكاء وأفضل وسيلة للتعليم واللعب .
9. حب التنافس والتناحر : وهذه إن رشدت ووجهت لكانت عاملاً مهما في التفوق والابتكار فتقول لابنك : لا أحب أن تكون متأخراً في شيء بل لا بد أن تكون الأول دائماً ، وتقول : الولد فلان يفعل كذا ، فلماذا لا تكون مثله ؟ أنت يمكن أن تكون أفضل منه لو فعلت كذا وكذا وهكذا تشجعه دائماً على التنافس في الخير مع مراعاة عدم الإسراف بصورة تورث الطفل العدوانية والغيرة والحقد على الآخر المتفوق عليه .[14]